# Кіщинський Сергій Семенович
Сергій Семенович Кіщинський (1904, місто Київ — ?) — радянський діяч, учасник партизанського руху, комісар партизанського з'єднання Михайла Наумова, секретар Вінницького обласного комітету КП(б)У.

## Життєпис
З 1919 по 1924 рік служив у Червоній армії. У 1919—1920 роках воював на Уральському і Польському фронтах РСЧА, був двічі поранений.
Член ВКП(б).
З вересня 1939 по квітень 1941 року — начальник Вінницького обласного дорожнього відділу (відділу шляхового і транспортного господарства).
У квітні — липні 1941 року — секретар Вінницького обласного комітету КП(б)У із транспорту.
З жовтня 1941 року — в Червоній армії, учасник німецько-радянської війни. Служив у 10-й окремій роті охорони польового управління 9-ї армії РСЧА, був працівником оперативної групи при Військовій раді 9-ї армії Закавказького фронту.
Учасник партизанського руху в період окупації українських земель німецькими військами. З липня 1943 по січень 1944 року — комісар партизанського з'єднання Михайла Наумова.
У липні 1944 — 1945 року — заступник секретаря Вінницького обласного комітету КП(б)У із транспорту — завідувач транспортного відділу Вінницького обласного комітету КП(б)У.
З травня 1945 року — слухач відділення обласних працівників Республіканської партійної школи при ЦК КП(б)У в Києві.
На 1947—1953 роки — керуючий Українського республіканського відділення «Союззаготтрансу». З липня 1954 року — начальник Українського республіканського управління автомобільного транспорту «Союззаготтранс».
У червні 1955 — грудні 1962 року — заступник міністра автомобільного транспорту та шосейних доріг Української РСР.
З грудня 1962 року — на пенсії.
На 1963—1964 роки — начальник другого лінійного експлуатаційного управління автомобільних доріг Міністерства автомобільного транспорту та шосейних доріг Української РСР.
Подальша доля невідома. На 1985 рік — персональний пенсіонер.

## Звання
- старший батальйонний комісар
- підполковник

## Нагороди та відзнаки
- орден Червоного Прапора (2.05.1945)
- орден Вітчизняної війни ІІ ст. (6.04.1985)
- орден Богдана Хмельницького ІІ ст. (4.01.1944)
- орден Трудового Червоного Прапора (23.01.1948)
- орден Червоної Зірки
- медаль «За бойові заслуги» (10.12.1942)
- медаль «За оборону Кавказу»
- медаль «За перемогу над Німеччиною у Великій Вітчизняній війні 1941—1945 рр.» (1945)
- золотий годинник РВР Республіки (1920)
- медалі
- Почесна грамота Президії Верховної Ради Української РСР (.06.1964)